# Championnats d'Europe de tennis de table 1980
Navigation
Édition précédente Édition suivante
Les championnats d'Europe de tennis de table 1980, douzième édition des championnats d'Europe de tennis de table, ont lieu du 5 au 13 mars 1980 à Berne, en Suisse.
Le titre messieurs est reporté par le britannique John Hilton qui utilisait des revêtements différents en coup droit et en revers, avant que les règlements imposent des couleurs différentes pour les deux faces de la raquette.